# Mizuki Hamada
Mizuki Hamada (濱田 水輝 Hamada Mizuki?, Nueva Jersey, 18 de mayo de 1990) es un futbolista japonés que juega como defensa en el Omiya Ardija.

## Trayectoria

### Clubes
| Club                     | País  | Año       |
| ------------------------ | ----- | --------- |
| Urawa Reds               | Japón | 2009-2014 |
| Albirex Niigata (cedido) | Japón | 2013      |
| Avispa Fukuoka           | Japón | 2015-2017 |
| Fagiano Okayama          | Japón | 2018-2023 |
| Omiya Ardija             | Japón | 2024-     |